# Campeonato Europeu de Futebol de 2016 – Grupo F
O grupo F do Campeonato Europeu de Futebol de 2016, décima quinta edição desta competição organizada quadrienalmente pela União das Federações Europeias de Futebol (UEFA), reunirá as seleções da Portugal, Islândia, Áustria e Hungria.

## Classificação
| Pos | Equipe   | Pts | J | V | E | D | GP | GC | SG | Classificado          |
| --- | -------- | --- | - | - | - | - | -- | -- | -- | --------------------- |
| 1   | Hungria  | 5   | 3 | 1 | 2 | 0 | 6  | 4  | +2 | Equipes classificadas |
| 2   | Islândia | 5   | 3 | 1 | 2 | 0 | 4  | 3  | +1 | Equipes classificadas |
| 3   | Portugal | 3   | 3 | 0 | 3 | 0 | 4  | 4  | 0  | 3º colocado           |
| 4   | Áustria  | 1   | 3 | 0 | 1 | 2 | 1  | 4  | −3 | Eliminado             |

1. 1 2  Empatado no confronto direto (Islândia 1–1 Hungria). O saldo geral de gols foi usado como critério de desempate.

## Jogos

### Primeira rodada

#### Áustria vs Hungria
| 14 de junho | Áustria | 0 – 2     | Hungria                  | Nouveau Stade de Bordeaux, Bordeaux         |
| 18:00       |         | Relatório | Szalai 62' · Stieber 87' | Público: 34 424 Árbitro: FRA Clément Turpin |

| Cores do Time · Cores do Time · Cores do Time · Cores do Time · Cores do Time | Áustria | Hungria | Cores do Time · Cores do Time · Cores do Time · Cores do Time · Cores do Time |

| ÁUSTRIA:       |    |                       |          |     |
|                |    |                       |          |     |
| G              | 1  | Robert Almer          |          |     |
| LD             | 17 | Florian Klein         |          |     |
| Z              | 3  | Aleksandar Dragović   | 33', 66' |     |
| Z              | 4  | Martin Hinteregger    |          |     |
| LE             | 5  | Christian Fuchs       |          |     |
| M              | 11 | Martin Harnik         |          | 77' |
| M              | 14 | Julian Baumgartlinger |          |     |
| M              | 8  | David Alaba           |          |     |
| M              | 7  | Marko Arnautović      |          |     |
| A              | 10 | Zlatko Junuzović      |          | 59' |
| A              | 21 | Marc Janko            |          | 65' |
| Substituições: |    |                       |          |     |
| M              | 20 | Marcel Sabitzer       |          | 59' |
| A              | 9  | Rubin Okotie          |          | 65' |
| M              | 18 | Alessandro Schöpf     |          | 77' |
| Treinador:     |    |                       |          |     |
| Marcel Koller  |    |                       |          |     |

| HUNGRIA:       |    |                     |     |     |
|                |    |                     |     |     |
| G              | 1  | Gábor Király        |     |     |
| LD             | 5  | Attila Fiola        |     |     |
| Z              | 20 | Richárd Guzmics     |     |     |
| Z              | 2  | Ádám Lang           |     |     |
| LE             | 4  | Tamás Kádár         |     |     |
| V              | 10 | Zoltán Gera         |     |     |
| M              | 11 | Krisztián Németh    | 80' | 89' |
| M              | 8  | Ádám Nagy           |     |     |
| M              | 15 | László Kleinheisler |     | 79' |
| M              | 7  | Balázs Dzsudzsák    |     |     |
| A              | 9  | Ádám Szalai         |     | 69' |
| Substituições: |    |                     |     |     |
| A              | 19 | Tamás Priskin       |     | 69' |
| M              | 18 | Zoltán Stieber      |     | 79' |
| Z              | 16 | Ádám Pintér         |     | 89' |
| Treinador:     |    |                     |     |     |
| Bernd Storck   |    |                     |     |     |

Homem do Jogo:

 László Kleinheisler

#### Portugal vs Islândia
| 14 de junho | Portugal | 1 – 1     | Islândia         | Stade Geoffroy-Guichard, Saint-Étienne    |
| 21:00       | Nani 31' | Relatório | B. Bjarnason 50' | Público: 38 742 Árbitro: TUR Cüneyt Çakır |

| Cores do Time · Cores do Time · Cores do Time · Cores do Time · Cores do Time | Portugal | Islândia | Cores do Time · Cores do Time · Cores do Time · Cores do Time · Cores do Time |

| PORTUGAL:       |    |                   |  |     |
|                 |    |                   |  |     |
| G               | 1  | Rui Patrício      |  |     |
| LD              | 11 | Vieirinha         |  |     |
| Z               | 6  | Ricardo Carvalho  |  |     |
| Z               | 3  | Pepe              |  |     |
| LE              | 5  | Raphaël Guerreiro |  |     |
| M               | 10 | João Mário        |  | 76' |
| M               | 13 | Danilo Pereira    |  |     |
| M               | 15 | André Gomes       |  | 84' |
| M               | 8  | João Moutinho     |  | 71' |
| A               | 17 | Nani              |  |     |
| A               | 7  | Cristiano Ronaldo |  |     |
| Substituições:  |    |                   |  |     |
| M               | 16 | Renato Sanches    |  | 71' |
| A               | 20 | Ricardo Quaresma  |  | 76' |
| A               | 9  | Éder              |  | 84' |
| Treinador:      |    |                   |  |     |
| Fernando Santos |    |                   |  |     |

| ISLÂNDIA:                            |    |                         |       |     |
|                                      |    |                         |       |     |
| G                                    | 1  | Hannes Þór Halldórsson  |       |     |
| LD                                   | 2  | Birkir Már Sævarsson    |       |     |
| Z                                    | 6  | Ragnar Sigurðsson       |       |     |
| Z                                    | 14 | Kári Árnason            |       |     |
| LE                                   | 23 | Ari Freyr Skúlason      |       |     |
| M                                    | 7  | Jóhann Berg Guðmundsson |       | 90' |
| M                                    | 17 | Aron Gunnarsson         |       |     |
| M                                    | 10 | Gylfi Sigurðsson        |       |     |
| M                                    | 8  | Birkir Bjarnason        | 55'   |     |
| A                                    | 9  | Kolbeinn Sigþórsson     |       | 81' |
| A                                    | 15 | Jón Daði Böðvarsson     |       |     |
| Substituições:                       |    |                         |       |     |
| A                                    | 11 | Alfreð Finnbogason      | 90+4' | 81' |
| M                                    | 18 | Theódór Elmar Bjarnason |       | 90' |
| Treinador:                           |    |                         |       |     |
| Heimir Hallgrímsson & Lars Lagerbäck |    |                         |       |     |

Homem do Jogo:

 Nani

### Segunda rodada

#### Islândia vs Hungria
| 18 de junho | Islândia                 | 1 – 1     | Hungria                 | Stade Vélodrome, Marselha                   |
| 18:00       | G. Sigurðsson 40' (pen.) | Relatório | B. Sævarsson 87' (g.c.) | Público: 60 842 Árbitro: RUS Sergei Karasev |

| Cores do Time · Cores do Time · Cores do Time · Cores do Time · Cores do Time | Islândia | Hungria | Cores do Time · Cores do Time · Cores do Time · Cores do Time · Cores do Time |

| G                                    | 1  | Hannes Þór Halldórsson  |     |     |
| LD                                   | 2  | Birkir Már Sævarsson    | 77' |     |
| Z                                    | 6  | Ragnar Sigurðsson       |     |     |
| Z                                    | 14 | Kári Árnason            |     |     |
| LE                                   | 23 | Ari Freyr Skúlason      |     |     |
| M                                    | 7  | Jóhann Berg Guðmundsson | 42' |     |
| M                                    | 10 | Gylfi Sigurðsson        |     |     |
| M                                    | 17 | Aron Gunnarsson         |     | 65' |
| M                                    | 8  | Birkir Bjarnason        |     |     |
| A                                    | 9  | Kolbeinn Sigþórsson     |     | 84' |
| A                                    | 15 | Jón Daði Böðvarsson     |     | 69' |
| Substituições:                       |    |                         |     |     |
| M                                    | 20 | Emil Hallfreðsson       |     | 65' |
| A                                    | 11 | Alfreð Finnbogason      | 75' | 69' |
| A                                    | 22 | Eiður Guðjohnsen        |     | 84' |
| Treinador:                           |    |                         |     |     |
| Heimir Hallgrímsson & Lars Lagerbäck |    |                         |     |     |

| G              | 1  | Gábor Király        |       |     |
| LD             | 2  | Ádám Lang           |       |     |
| Z              | 20 | Richárd Guzmics     |       |     |
| Z              | 23 | Roland Juhász       |       | 84' |
| LE             | 4  | Tamás Kádár         | 81'   |     |
| M              | 15 | László Kleinheisler | 83'   |     |
| M              | 10 | Zoltán Gera         |       |     |
| M              | 8  | Ádám Nagy           | 90+1' |     |
| A              | 18 | Zoltán Stieber      |       | 66' |
| A              | 7  | Balázs Dzsudzsák    |       |     |
| A              | 19 | Tamás Priskin       |       | 66' |
| Substituições: |    |                     |       |     |
| A              | 17 | Nemanja Nikolić     |       | 66' |
| A              | 13 | Dániel Böde         |       | 66' |
| A              | 9  | Ádám Szalai         |       | 84' |
| Treinador:     |    |                     |       |     |
| Bernd Storck   |    |                     |       |     |

Homem do jogo:

 Kolbeinn Sigþórsson

#### Portugal vs Áustria
| 18 de junho | Portugal | 0 – 0     | Áustria | Parc des Princes, Paris                     |
| 21:00       |          | Relatório |         | Público: 44 291 Árbitro: ITA Nicola Rizzoli |

| Cores do Time · Cores do Time · Cores do Time · Cores do Time · Cores do Time | Portugal | Áustria | Cores do Time · Cores do Time · Cores do Time · Cores do Time · Cores do Time |

| G               | 1  | Rui Patrício      |     |     |
| LD              | 11 | Vieirinha         |     |     |
| Z               | 3  | Pepe              | 40' |     |
| Z               | 6  | Ricardo Carvalho  |     |     |
| LE              | 5  | Raphaël Guerreiro |     |     |
| M               | 20 | Ricardo Quaresma  | 31' | 71' |
| M               | 14 | William Carvalho  |     |     |
| M               | 8  | João Moutinho     |     |     |
| M               | 15 | André Gomes       |     | 83' |
| A               | 17 | Nani              |     | 89' |
| A               | 7  | Cristiano Ronaldo |     |     |
| Substituições:  |    |                   |     |     |
| M               | 10 | João Mário        |     | 71' |
| A               | 9  | Éder              |     | 83' |
| M               | 18 | Rafa Silva        |     | 89' |
| Treinador:      |    |                   |     |     |
| Fernando Santos |    |                   |     |     |

| G              | 1  | Robert Almer          |     |     |
| LD             | 17 | Florian Klein         |     |     |
| Z              | 15 | Sebastian Prödl       |     |     |
| Z              | 4  | Martin Hinteregger    | 78' |     |
| LE             | 5  | Christian Fuchs       | 60' |     |
| M              | 6  | Stefan Ilsanker       |     | 87' |
| M              | 14 | Julian Baumgartlinger |     |     |
| M              | 11 | Martin Harnik         | 47' |     |
| M              | 8  | David Alaba           |     | 65' |
| M              | 7  | Marko Arnautović      |     |     |
| A              | 20 | Marcel Sabitzer       |     | 85' |
| Substituições: |    |                       |     |     |
| M              | 18 | Alessandro Schöpf     | 86' | 65' |
| A              | 19 | Lukas Hinterseer      |     | 85' |
| Z              | 16 | Kevin Wimmer          |     | 87' |
| Treinador:     |    |                       |     |     |
| Marcel Koller  |    |                       |     |     |

Homem do jogo:

 João Moutinho

### Terceira rodada

#### Islândia vs Áustria
| 22 de junho | Islândia                                | 2 – 1     | Áustria    | Stade de France, Saint Denis                  |
| 18:00       | J. Bodvarsson 18' · A. Traustason 90+4' | Relatório | Schöpf 60' | Público: 68 714 Árbitro: POL Szymon Marciniak |

| Cores do Time · Cores do Time · Cores do Time · Cores do Time · Cores do Time | Islândia | Áustria | Cores do Time · Cores do Time · Cores do Time · Cores do Time · Cores do Time |

| G                                    | 1  | Hannes Þór Halldórsson  | 82' |     |
| LD                                   | 2  | Birkir Már Sævarsson    |     |     |
| Z                                    | 14 | Kári Árnason            | 78' |     |
| Z                                    | 6  | Ragnar Sigurðsson       |     |     |
| LE                                   | 23 | Ari Freyr Skúlason      | 36' |     |
| M                                    | 7  | Jóhann Berg Guðmundsson |     | 86' |
| M                                    | 17 | Aron Gunnarsson         |     |     |
| M                                    | 10 | Gylfi Sigurðsson        |     |     |
| M                                    | 8  | Birkir Bjarnason        |     |     |
| A                                    | 15 | Jón Daði Böðvarsson     |     | 71' |
| A                                    | 9  | Kolbeinn Sigþórsson     | 51' | 80' |
| Substituições                        |    |                         |     |     |
| M                                    | 18 | Theódór Elmar Bjarnason |     | 71' |
| M                                    | 21 | Arnór Ingvi Traustason  |     | 80' |
| Z                                    | 5  | Sverrir Ingi Ingason    |     | 86' |
| Treinador:                           |    |                         |     |     |
| Heimir Hallgrímsson & Lars Lagerbäck |    |                         |     |     |

| G             | 1  | Robert Almer          |     |     |
| LD            | 3  | Aleksandar Dragović   |     |     |
| Z             | 15 | Sebastian Prödl       |     | 46' |
| Z             | 4  | Martin Hinteregger    |     |     |
| LE            | 5  | Christian Fuchs       |     |     |
| M             | 6  | Stefan Ilsanker       |     | 46' |
| M             | 14 | Julian Baumgartlinger |     |     |
| M             | 17 | Florian Klein         |     |     |
| M             | 8  | David Alaba           |     |     |
| M             | 7  | Marko Arnautović      |     |     |
| A             | 20 | Marcel Sabitzer       |     | 78' |
| Substituições |    |                       |     |     |
| A             | 21 | Marc Janko            | 70' | 46' |
| M             | 18 | Alessandro Schöpf     |     | 46' |
| M             | 22 | Jakob Jantscher       |     | 78' |
| Treinador:    |    |                       |     |     |
| Marcel Koller |    |                       |     |     |

Homem do jogo:

 Kári Árnason

#### Hungria vs Portugal
| 22 de junho | Hungria                      | 3 – 3     | Portugal                             | Parc Olympique Lyonnais, Lyon                |
| 18:00       | Gera 19' · Dzsudzsák 47' 55' | Relatório | Nani 42' · Cristiano Ronaldo 50' 62' | Público: 55 514 Árbitro: ENG Martin Atkinson |

| Cores do Time · Cores do Time · Cores do Time · Cores do Time · Cores do Time | Hungria | Portugal | Cores do Time · Cores do Time · Cores do Time · Cores do Time · Cores do Time |

| G             | 1  | Gábor Király      |     |     |
| LD            | 2  | Ádám Lang         |     |     |
| Z             | 20 | Richárd Guzmics   | 13' |     |
| Z             | 23 | Roland Juhász     | 28' |     |
| LE            | 3  | Mihály Korhut     |     |     |
| M             | 10 | Zoltán Gera       | 34' | 46' |
| M             | 16 | Ádám Pintér       |     |     |
| M             | 7  | Balázs Dzsudzsák  | 56' |     |
| M             | 6  | Ákos Elek         |     |     |
| M             | 14 | Gergő Lovrencsics |     | 83' |
| A             | 9  | Ádám Szalai       |     | 71' |
| Substituições |    |                   |     |     |
| Z             | 21 | Barnabás Bese     |     | 46' |
| A             | 11 | Krisztián Németh  |     | 71' |
| M             | 18 | Zoltán Stieber    |     | 83' |
| Treinador:    |    |                   |     |     |
| Bernd Storck  |    |                   |     |     |

| G               | 1  | Rui Patrício      |  |     |
| LD              | 11 | Vieirinha         |  |     |
| Z               | 3  | Pepe              |  |     |
| Z               | 6  | Ricardo Carvalho  |  |     |
| LE              | 19 | Eliseu            |  |     |
| M               | 15 | André Gomes       |  | 61' |
| M               | 14 | William Carvalho  |  |     |
| M               | 8  | João Moutinho     |  | 46' |
| M               | 10 | João Mário        |  |     |
| A               | 7  | Cristiano Ronaldo |  |     |
| A               | 17 | Nani              |  | 81' |
| Substituições   |    |                   |  |     |
| M               | 16 | Renato Sanches    |  | 46' |
| M               | 20 | Ricardo Quaresma  |  | 61' |
| M               | 13 | Danilo            |  | 81' |
| Treinador:      |    |                   |  |     |
| Fernando Santos |    |                   |  |     |

Homem do jogo:

 Cristiano Ronaldo